# Comuna Ruen, Burgas
Ruen (în bulgară Руен) este o comună din regiunea Burgas din Bulgaria. Cuprinde 41 de localități.

## Demografie
Componența etnică a obștinei Ruen
     Romi (4,46%)
     Nicio identificare (16,94%)
     Turci (72,99%)
     Bulgari (5,56%)
     Altele (0,03%)
La recensământul din 2011, populația comunei Ruen era de 29.101 locuitori. Din punct de vedere etnic, majoritatea locuitorilor (72,99%) erau turci, existând și minorități de romi (4,46%) și bulgari (5,56%). Pentru 16,94% din locuitori nu este cunoscută apartenența etnică.